# Andrzej Wojciechowski (konserwator zabytków)
Andrzej Henryk Wojciechowski (ur. ok. 1953) – polski historyk sztuki, w latach 1999–2001 Mazowiecki Wojewódzki Konserwator Zabytków.

## Życiorys
Jest absolwentem historii sztuki w Akademii Teologii Katolickiej w Warszawie (obecnie UKSW). Pracował w Instytucie Sztuki PAN, zaś od 1987 w Ministerstwie Kultury i Sztuki, gdzie był między innymi sekretarzem Rady Ochrony Zabytków. W 1991 został głównym specjalistą ds. ochrony zabytków w urzędzie Generalnego Konserwatora Zabytków.
W maju 1999 został powołany na stanowisko Mazowieckiego Wojewódzkiego Konserwatora Zabytków. Z funkcji został odwołany w marcu 2001 przez Generalnego Konserwatora Zabytków na wniosek wojewody mazowieckiego. Zastąpiła go wówczas jako p.o. wojewódzkiego konserwatora zabytków jego dotychczasowa zastępczyni Maria Brukalska. W okresie urzędowania Andrzeja Wojciechowskiego kontrowersje wzbudziło między innymi wydanie zgody na nadbudowę zabytkowych domów przy pl. Trzech Krzyży, ul. Bednarskiej 14 i ul. Mianowskiego 15, znaczne podwyższenie hotelu Saskiego przy pl. Bankowym, usunięcie cennej konstrukcji ze starego gmachu Biblioteki Uniwersytetu Warszawskiego oraz zgoda konserwatora na parking w Ogrodzie Saskim i prywatne Centrum Kultury i Sztuki w Łazienkach Królewskich. 
Wojciechowski był radnym w gminie Ursynów z ramienia Unii Wolności. Piastował funkcję przewodniczącego Komisji Kultury na Ursynowie i był wiceprzewodniczącym Komisji Budownictwa i Architektury. 